# 겐나디 팀첸코
겐나디 니콜라예비치 팀첸코(러시아어: Геннадий Николаевич Тимченко, 1952년 11월 9일 ~)는 러시아의 올리가르히이자 억만장자 사업가이다. 팀첸코는 에너지, 운송 및 인프라 자산과 관련한 투자를 전문으로 하는 민간 투자 그룹인 볼가 그룹의 설립자이자 소유자이다. 이전에는 군보르 그룹의 공동 소유자였다. 2021년 4월 정보를 기준으로, 팀첸코는 블룸버그 억만장자 지수 (Bloomberg Billionaires Index)에서 96위를 차지했다. 추정 재산으로 미화 195억 달러를 보유하고 있으며, 러시아에서 6번째로 부자이다. 팀첸코는 콘티넨탈 하키 리그 이사회 의장, SKA 상트페테르부르크 아이스하키 클럽 회장으로 유명하다. 러시아, 핀란드, 아르메니아 시민권을 보유하고 있으며, 상트페테르부르크 주재 세르비아 명예영사이다.

## 같이 보기
- 러시아의 억만장자 목록
- 러시아의 올리가르히